# Chasetown
Chasetown – była wieś, teraz część miasta Burntwood, w Anglii, w hrabstwie Staffordshire, w dystrykcie Lichfield. Leży 21 km na południowy wschód od miasta Stafford i 178 km na północny zachód od Londynu. W 2001 miejscowość liczyła 3581 mieszkańców.